# گریگور گابریلیان (بازیگر)
گریگور باغداساری گابریلیان (ارمنی: Գրիգոր Բաղդասարի Գաբրիելյան؛  زادهٔ ۲ دسامبر ۱۹۵۱) بازیگر اهل ارمنستان است.

## زندگی‌نامه
وی در ۲ دسامبر ۱۹۵۱ در ایروان به دنیا آمد و از آکادمی دولتی هنرهای زیبای ارمنستان فارغ‌التحصیل گشت. همچنین برندهٔ جوایزی همچون هنرمند افتخاری جمهوری ارمنستان (۲۰۱۵) شده‌است.